# Langer Turm

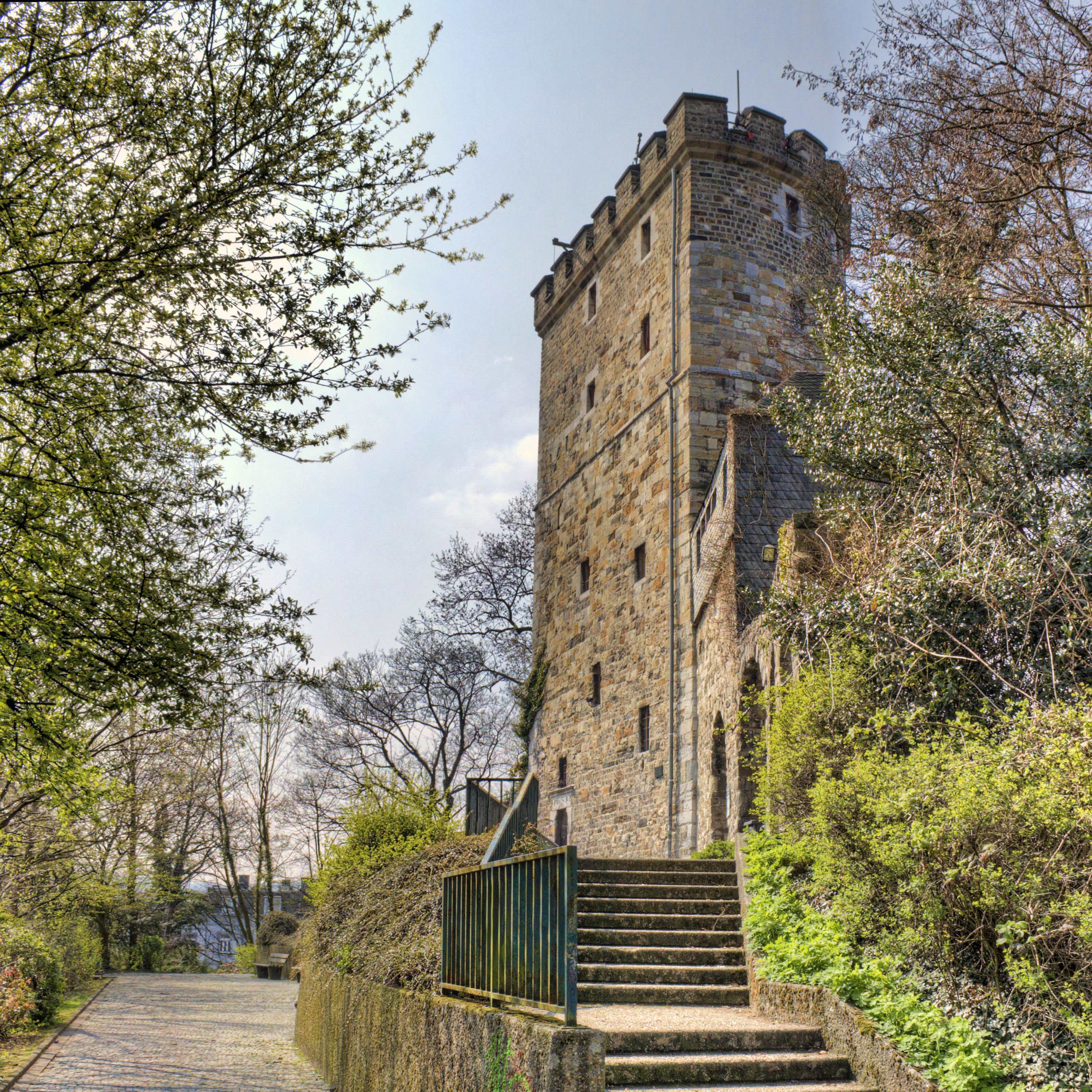
De Langer Turm: binnenzijde

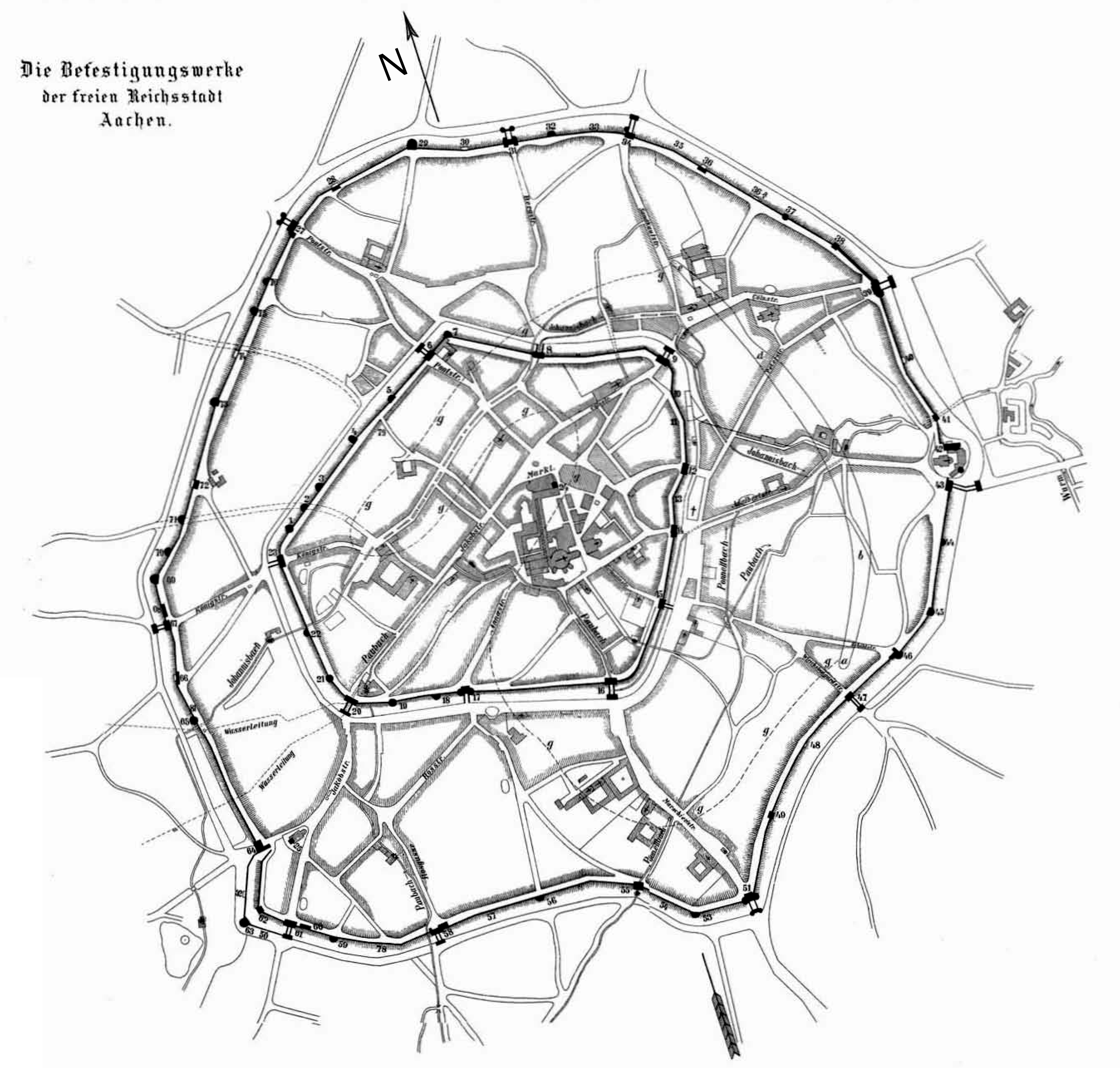
Overzicht van de vestingwerken in Aken. Nummer 69 is de Langer Turm.

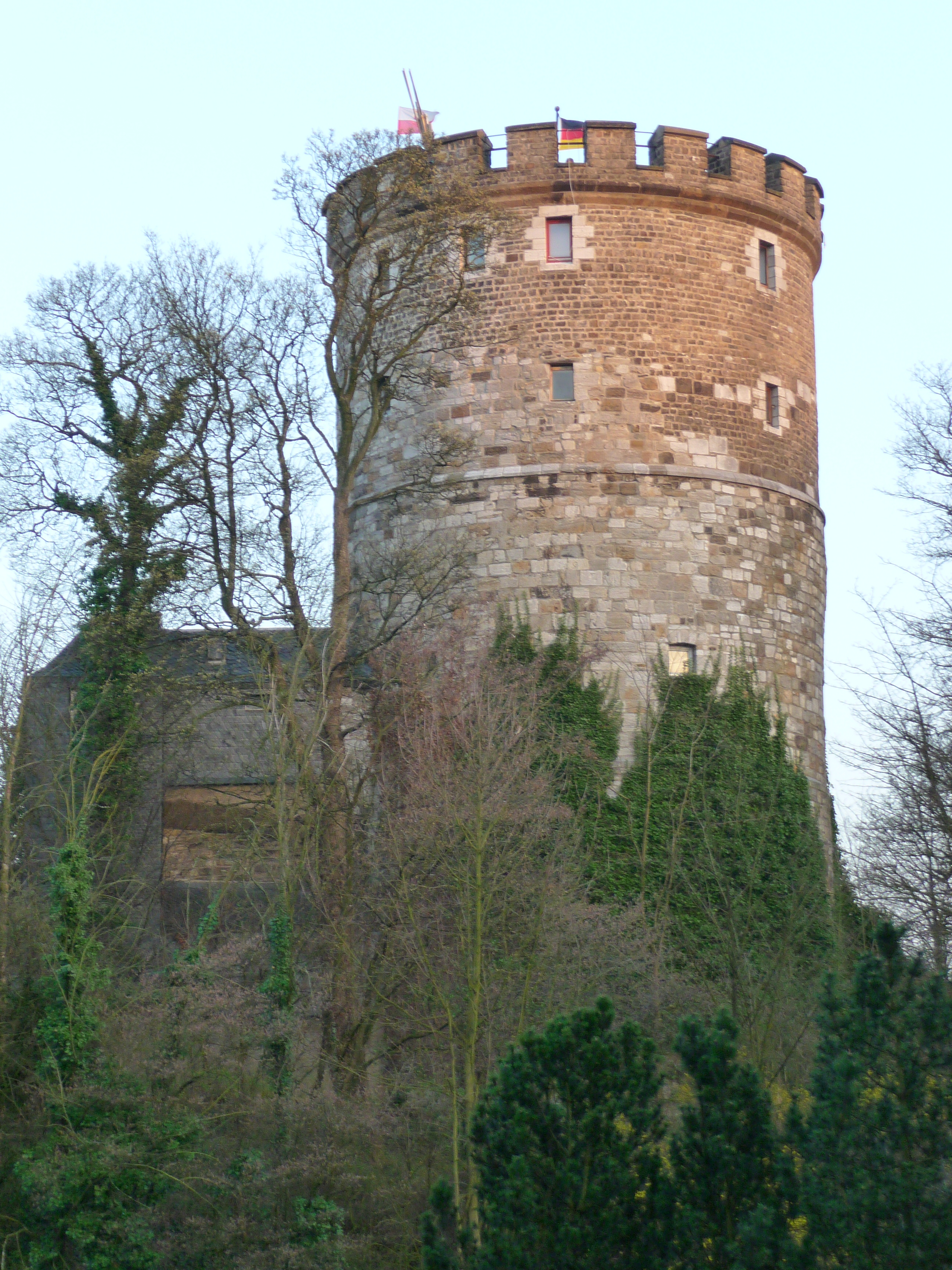
Buitenzijde

De Langer Turm (letterlijk vertaald: de lange toren), die ook wel Pulverturm (kruittoren) wordt genoemd, is een verdedigingstoren (een waltoren) in de vroegere stadsmuur van de Duitse stad Aken, die tussen 1300 en 1350 werd gebouwd als onderdeel van de buitenste stadsmuur. De Langer Turm is een van de vijf overgebleven, ooit talrijke waltorens van de voormalige vestingwerken van de stad.

## Locatie
De Langer Turm staat op een 204 meter hoge heuvel tussen de Turmstraße en de Junkerstraße. Hij stond op het hoogste punt van de buitenste stadsmuur. Op deze plek had zich reeds het voorwerk van de binnenste stadsmuren bevonden.
In de buitenste stadsmuur stond de Langer Turm in het westen tussen de Königstor en de Ponttor, op ongeveer 100 meter ten noorden van de Königstor. Tussen de Langer Turm en de Königstor was er geen andere toren. Tussen de Langer Turm en de Ponttor bevonden zich de vijf torens Burtscheider Turm, Beguinenturm, Gregoriusturm, Bongartsturm en Krückenturm.

## Geschiedenis
De toren werd gebouwd rond 1300. Buiten de stadsmuur stijgt het land gestaag, zodat een toren met een grote hoogte nodig was. Hij was een belangrijke toren in de voormalige stadswallen in de tijd van het Aachener Reich, want deze plek was een kwetsbaar punt in de stadsomwalling. De wacht op de Langer Turm hield contact met de acht wachttorens die verspreid over het Aachener Reich waren gebouwd. Door middel van rook- of lichtsignalen of door het afschieten van vuurwerk kon men elkaar waarschuwen bij naderend onheil.
Vanuit de Langer Turm heeft men een goed overzicht over de stad Aken. Daarom heeft men het gebouw niet alleen voor militaire bewaking gebruikt, maar ook als brandwachttoren.
In de Dertigjarige Oorlog werd Aken in maart 1638 belegerd door de troepen van generaal Marquis de Grana. Bij die gelegenheid werd de toren vanaf een naburige heuvel beschoten en werd de toren door meer dan 250 kanonskogels geraakt van 25 tot 30 pond elk, waardoor het spitsdak en veel muurdelen instortten. Onder meer deze beschieting leidde tot de overgave van Aken.
Niet alleen gewapende incidenten hebben schade toegebracht aan de toren. Door blikseminslag in 1624 brandde de gehele kap van het gebouw af. De toren kon op het laatste moment worden gered. Na nog verschillende branden werd het spitsdak in 1807 niet meer hersteld. Toen werd besloten de toren te bestemmen tot kruittoren, was herstel van het (houten) spitsdak vanwege brandgevaar daar niet mee in overeenstemming.
In 1891 kreeg het gebouw de functie van uitkijktoren. Hierbij werden talrijke wijzigingen aangebracht die de oude structuur van de toren aanzienlijk veranderden. Tijdens een aardbeving op 13 april 1992 stortte een groot deel van het metselwerk in. Met aanzienlijke kosten kon het historische gebouw worden gerestaureerd.

## Beschrijving
In tegenstelling tot andere halfronde torens, waar de plattegrond een halve cirkel met gestrekte benen is, heeft de Langer Turm een plattegrond van een cirkelsegment met een straal van 6,20 meter met een halve cirkel om een centrale hoek van ongeveer 210 graden. Dit geeft de toren een breedte van 12,4 meter en een diepte van 7,90 meter. 
De platte kant van de toren (de koorde van het cirkelsegment) staat aan de binnenkant (stadszijde), de bolle kant aan de buitenkant (veldzijde), gericht op de aangrenzende heuvel, de Königshügel.
De Langer Turm heeft vier verdiepingen, waarvan de twee onderste hoger zijn dan de twee daar boven. De twee onderste verdiepingen hebben koepelgewelven van baksteen en ieder drie schietgaten voor booggeschut en kruisboogschutters. Twee hiervan gericht op de gracht en een gericht op het veld. De twee bovenste verdiepingen hebben plafonds van houten balken en vier of vijf schietgaten, die afgesloten konden worden met houten luiken en geschikt waren voor het gebruik van wapens als de ballista.
Oorspronkelijk had de toren een kegelvormig dak, bekroond met een windwijzer. Tegenwoordig heeft het een plat dak, met een balustrade van kantelen.

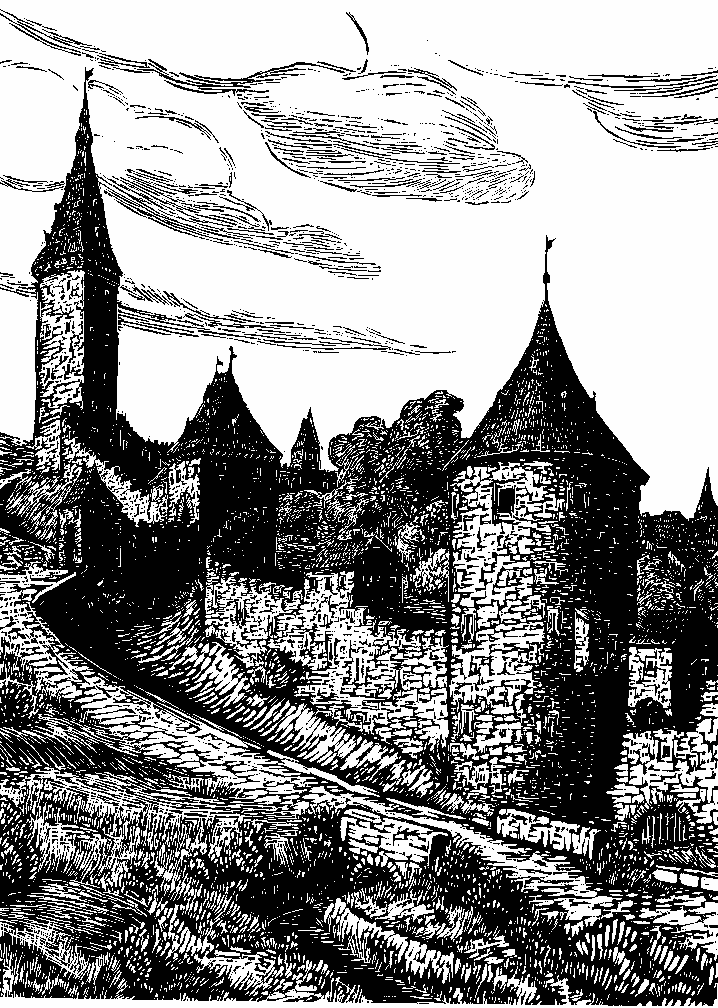
De Langer Turm (links) in vermoedelijk de 18e eeuw, met de Königstor (midden) en de Pfaffenturm (rechts). Houtsnede van K. J. Gollrad